# Pazuzu (demon)
Pazuzu – demon-bóstwo z wierzeń asyryjskich i babilońskich, występujący w mezopotamskich źródłach pisanych i ikonograficznych z pierwszego tysiąclecia p.n.e.

## Wygląd
Wygląd Pazuzu znany jest z przedstawiających go figurek i wizerunków na amuletach. Ukazują go one jako hybrydę łączącą w sobie cechy ludzkie (ogólna postać) i zwierzęce (lwia lub psia głowa, ręce zakończone łapami, ptasie nogi i skrzydła, ciało pokryte łuską, penis zakończony głową węża, ogon).

## Działalność
Pazuzu uważany był za złego demona świata podziemnego. Jako „król złych wiatrów” oskarżany był o sprowadzanie sezonowych susz, plag szarańczy oraz głodu. Zdaje się jednak, że czasem odgrywał też rolę dobroczynną, o czym świadczyć może jego obecność na amuletach chroniących przed demonicą Lamasztu, gdzie przedstawiano go jako tego, który przepędzał ją z powrotem do świata podziemnego. Przed demonicą chronić miały też figurki Pazuzu umieszczane w domach oraz wisiorki w kształcie jego głowy zawieszane na szyjach kobiet ciężarnych.

## Pazuzu we współczesnej kulturze
- filmy: Egzorcysta, kilka odcinków serialu Futurama (np. odcinek Teenage Mutant Leela's Hurdles(inne języki)), serial Constantine, serial Świat według Kiepskich, odcinek serialu Simpsonowie
- muzyka: teksty piosenek zespołów The Nefilim, Nile, Morbid Angel, Behemoth, Current 93, Cradle of Filth, Therion, Legion of the Damned, Nagły Atak Spawacza; teledysk zespołu Gorillaz („Rock it”), teksty polskiego rapera Słonia,
- zespoły muzyczne: Oranssi Pazuzu.
- gry komputerowe: serie Castlevania, Dungeons and Dragons, House of Ashes, Diablo III, Maple Story, Megami Tensei, Persona